# Horik II de Danemark
Horik II devint roi des Danois vers 857 et son règne s'acheva entre 864 et 873. 

## Biographie

### Origine
Membre de la famille royale, d'origine inconnue, il succède vers 857, après une guerre civile, à Horik Ier après que celui-ci ait été tué dans un combat contre son neveu Guttorm en 854. Son royaume s'étend de la mer à l'Eider. Il est connu sous le nom de Éric l'enfant (Eric Barn en danois) , il n'est pas forcément le fils de Horik Ier car à l'époque la royauté n'était pas héréditaire au Danemark, et selon les règles onomastiques en usage, un fils portait rarement le nom de son père.

### Tolérance religieuse

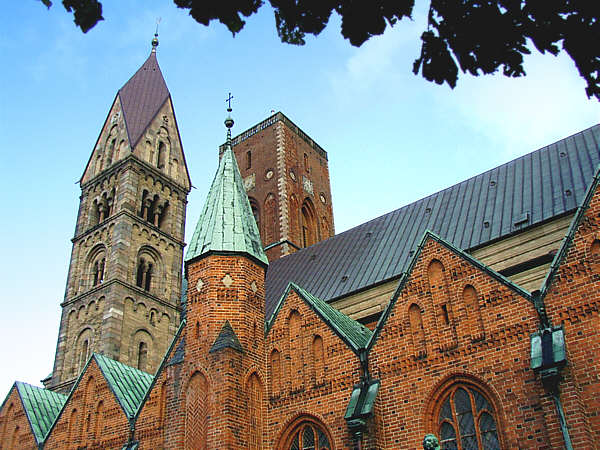
Église de Ribe

Bien qu'ayant commencé son règne par quelques cruautés à l'encontre des chrétiens acceptés par son prédécesseur (persécutions, interdiction de pratiquer le culte…), il changea rapidement de politique à la suite de la visite de l'archevêque de Hambourg-Brême, Ansgar, dont il avait une estime élevée.
Horik II devint ainsi tolérant envers les chrétiens de son royaume, leur donna pleine liberté et alla jusqu'à encourager le développement du Christianisme au Danemark. En 860, Ansgar, dont la volonté était de déployer le Christianisme à travers les pays nordiques, convainquit Horik II de faire bâtir la première église scandinave à Ribe, la plus ancienne ville du Danemark. Le roi est encore vivant en 864 lorsque le pape Nicolas Ier lui adresse une correspondance,.

### Son mariage
Selon la tradition, dans la bataille pour le pouvoir qui opposa Horik Ier à son neveu Guttorm ou Gudrum et où ils furent tous deux tués, la fille de ce dernier fut capturée et faite prisonnière. Elle resta enfermée jusqu'à ce que Horik II, séduit par sa grande beauté, la prit en mariage et réunisse ainsi les deux lignées royales rivales

### Fin de règne
Les circonstances de la fin de son règne sont méconnues, cependant il est cité comme un roi en exil en Angleterre.

## Les offensives des Vikings
Sous le règne de Horik II, les Vikings lancèrent de nombreuses offensives au sud :
- Offensive générale sur la France et prise de Bordeaux en 855.
- Prise et pillage d'Orléans de Paris et de Tours en 856.
- Pillage de Séville en 844 et en 859.
- Pillage de La Corogne, Porto, Cadix, Cordoue et Lisbonne en 858.
- Offensive sur Constantinople en 860.
- Prise de Winchester en 861.

## Source
- Saxo Grammaticus traduit par Jean-Pierre Troadec présentée par François-Xavier Dillmann, La Geste des  Danois, Livre I -IX, Paris, Gallimard  l'aube des peuples, 1995, « VI », p. 409-410.